# 10 Delphini
10 Delphini är en misstänkt variabel stjärna i stjärnbilden Delfinen. 
10 Del har visuell magnitud +6,01 utan någon fastställd amplitud eller periodicitet.